# Championnat de Lettonie de football 1996
Navigation
Saison précédente Saison suivante
La saison 1996 du Championnat de Lettonie de football était la 6e édition de la première division lettone. La Virsliga regroupe les 10 meilleurs clubs lettons au sein d'une poule unique qui s'affrontent en matchs aller et retour. À l'issue de cette première phase, les 6 premiers se rencontrent à nouveau une fois au sein de la poule pour le titre, tandis que les 4 derniers s'affrontent lors de la poule de relégation, qui voit le club classé dernier être relégué en deuxième division.
C'est le Skonto Riga, champion de Lettonie depuis 5 saisons, qui remporte une nouvelle fois la compétition en terminant la saison en tête de la première phase puis de la poule pour le titre. C'est le 6e titre -consécutif- de champion de Lettonie de son histoire. Le Skonto rate le doublé en perdant en finale de la Coupe de Lettonie face au FK Universitate Riga.

## Les 10 clubs participants
| - Skonto Riga - Daugava Riga - Dinaburg FC - FK Baltika - FK Universitate Riga | - FK Starts - FK Vairogs - FK Lokomotive Daugavpils - Skonto/Metals - FK Jurnieks Riga - Promu de D2 |

## Compétition
Le barème de points servant à établir tous les classements se décompose ainsi :
- Victoire : 3 points
- Match nul : 1 point
- Défaite : 0 point

### Première phase
| Rang | Équipe                   | Pts | J  | G  | N | P  | Bp | Bc | Diff |
| ---- | ------------------------ | --- | -- | -- | - | -- | -- | -- | ---- |
| 1    | Skonto Riga (T)          | 47  | 18 | 15 | 2 | 1  | 74 | 9  | +65  |
| 2    | FK Daugava Riga          | 43  | 18 | 13 | 4 | 1  | 41 | 11 | +30  |
| 3    | Dinaburg FC              | 32  | 18 | 9  | 5 | 4  | 30 | 19 | +11  |
| 4    | FK Baltika               | 28  | 18 | 8  | 4 | 6  | 23 | 21 | +2   |
| 5    | FK Universitate Riga     | 26  | 18 | 7  | 5 | 6  | 24 | 29 | -5   |
| 6    | FK Starts                | 20  | 18 | 5  | 5 | 8  | 20 | 35 | -15  |
| 7    | FK Vairogs               | 18  | 18 | 5  | 3 | 10 | 19 | 32 | -13  |
| 8    | FK Lokomotīve Daugavpils | 17  | 18 | 4  | 5 | 9  | 18 | 31 | -13  |
| 9    | Skonto/Metāls            | 9   | 18 | 2  | 3 | 13 | 9  | 38 | -29  |
| 10   | FK Jūrnieks (P)          | 9   | 18 | 1  | 6 | 11 | 11 | 44 | -33  |

|  | Qualification pour la poule pour le titre    |
|  | Participation à la poule de relégation       |
|  | (T) Tenant du titre (P) Promu de 2e division |

### Seconde phase

#### Poule pour le titre
| Rang | Équipe                   | Pts | J  | G  | N | P  | Bp | Bc | Diff |
| ---- | ------------------------ | --- | -- | -- | - | -- | -- | -- | ---- |
| 1    | Skonto Riga (T)          | 73  | 28 | 23 | 4 | 1  | 98 | 12 | +86  |
| 2    | FK Daugava Riga          | 61  | 28 | 18 | 7 | 3  | 61 | 18 | +43  |
| 3    | Dinaburg FC              | 47  | 28 | 13 | 8 | 7  | 53 | 31 | +22  |
| 4    | FK Universitate Riga (C) | 39  | 28 | 11 | 6 | 11 | 37 | 45 | -8   |
| 5    | FK Baltika               | 38  | 28 | 11 | 5 | 12 | 32 | 44 | -12  |
| 6    | FK Starts                | 23  | 28 | 6  | 5 | 17 | 26 | 69 | -43  |

|  | Qualification pour la Ligue des champions 1997-1998                                |
|  | Qualification pour la Coupe des coupes 1996-1997 et pour la Coupe Intertoto 1997   |
|  | Qualification pour la Coupe UEFA 1997-1998                                         |
|  | (T) Tenant du titre (C) Vainqueur de la Coupe de Lettonie (P) Promu de 2e division |

#### Poule de relégation
| Rang | Équipe                   | Pts | J  | G  | N | P  | Bp | Bc | Diff |
| ---- | ------------------------ | --- | -- | -- | - | -- | -- | -- | ---- |
| 7    | FK Lokomotīve Daugavpils | 39  | 30 | 10 | 9 | 11 | 38 | 45 | -7   |
| 8    | FK Vairogs               | 33  | 30 | 9  | 6 | 15 | 37 | 54 | -17  |
| 9    | Skonto/Metāls            | 27  | 30 | 7  | 6 | 15 | 25 | 53 | -28  |
| 10   | FK Jūrnieks (P)          | 20  | 30 | 4  | 8 | 18 | 25 | 61 | -36  |

|  | Participation au barrage de promotion-relégation                                   |
|  | Relégation en deuxième division                                                    |
|  | (T) Tenant du titre (C) Vainqueur de la Coupe de Lettonie (P) Promu de 2e division |

#### Barrage de promotion-relégation
Le 9e de la poule de relégation affronte le 2e de deuxième division pour conserver sa place parmi l'élite. Les deux clubs s'affrontent en matchs aller et retour.
| Équipe 1           | Résultat | Équipe 2         | Aller | Retour |
| ------------------ | -------- | ---------------- | ----- | ------ |
| Skonto/Metals (D1) | 1 - 2    | FK Valmiera (D2) | 1 - 0 | 0 - 2  |

## Bilan de la saison
| Championnat de Lettonie de football 1996 |                        |
| Champion                                 | Skonto Riga (6e titre) |
| Coupes et trophées                       |                        |
| Vainqueur de la Coupe de Lettonie 1996   | FK Universitate Riga   |
| Qualifications continentales             |                        |
| Ligue des champions 1997-1998            | Skonto Riga            |
| Coupe des coupes 1996-1997               | FK Universitate Riga   |
| Coupe UEFA 1997-1998                     | FK Daugava Riga        |
| Coupe Intertoto 1997                     | FK Universitate Riga   |
| Promotions et relégations                |                        |
| Promus en Virsliga                       | FK Valmiera            |
| Relégués en Latvian First League         | FK Jurnieks Riga       |
| Relégués en Latvian First League         | Skonto/Metals          |